# Ethusa truncata
Ethusa truncata is een krabbensoort uit de familie van de Ethusidae. De wetenschappelijke naam van de soort is voor het eerst geldig gepubliceerd in 1899 door A. Milne-Edwards & Bouvier.